# Starodub
Starodub (en ruso: Староду́б, literalmente "viejo roble") es una ciudad rusa, capital del ókrug municipal homónimo en la óblast de Briansk.
En 2021, la ciudad tenía una población de 17 687 habitantes.
Está situada en las tierras bajas del río Desná, a orillas del río Babinets, de la cuenca del Dniéper, y a 169 km al sudoeste de Briansk, la capital de la óblast.

## Historia

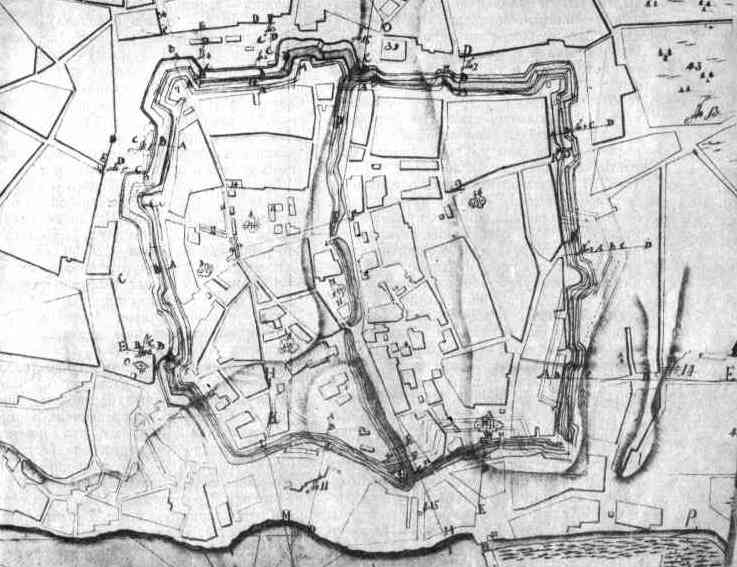
Plano de Starodub de 1746.

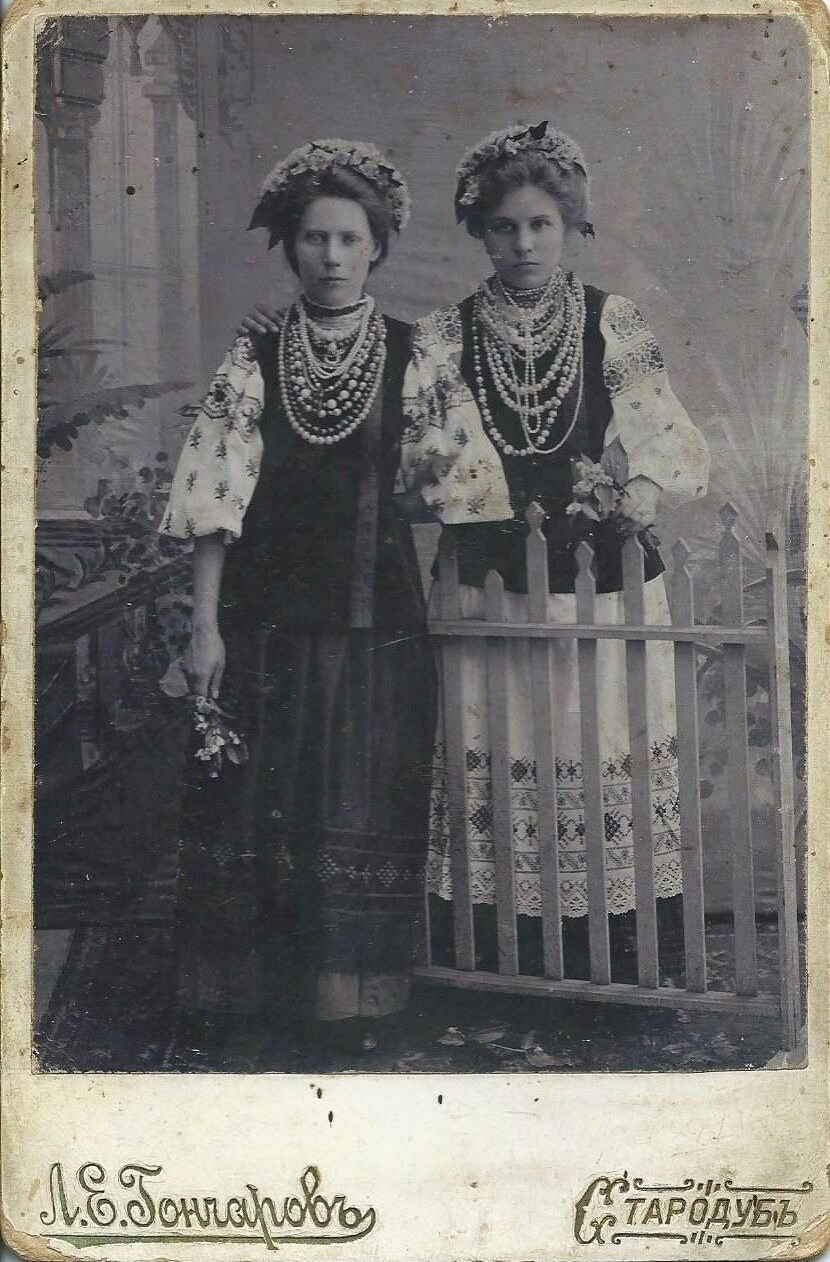
Mujeres Ucranianas de Starodub en 1910.

Starodub es conocida a partir del siglo XI, como parte de Severia. Fue incendiada completamente por los mongoles de Batu Kan en el siglo XIII. Durante el siglo XIV, Starodub pertenecía al Gran Ducado de Lituania. Entre 1503 y 1618, Starodub perteneció al Gran Ducado de Moscú, y después de esa fecha, durante treinta años, hasta 1648 a la Mancomunidad de Polonia-Lituania. Durante la Rebelión de Jmelnytsky (1648-1654), la ciudad fue centro de operaciones del regimiento cosaco de la ciudad. Gozó de un grado de autonomía entre 1666 y 1686.
Starodub formaría parte entonces del Hetmanato cosaco autónomo hasta 1781. En 1796, es incorparada a la guberniya de Chernígov. Durante la Primera Guerra Mundial, la ciudad fue ocupada por el ejército alemán desde 1917 a 1918. Las fuerzas soviéticas llegarían a la ciudad en noviembre de 1918. Durante el periodo soviético, Starodub formaría parte sucesivamente del óblast de Gómel (1919-1926), del óblast de Briansk (1926-1929), del óblast occidental (1929-1938) y del óblast de Oriol (1938-1945). Durante la Segunda Guerra Mundial, la ciudad es ocupada por la Alemania nazi entre agosto de 1941 y el 22 de septiembre de 1943. Starodub será finalmente enmarcada en el óblast de Briansk en 1945.

## Demografía
| 1897   | 1926   | 1939   | 1959   | 1970   | 1979   | 1989   | 2002   | 2008   |
| ------ | ------ | ------ | ------ | ------ | ------ | ------ | ------ | ------ |
| 12 500 | 10 900 | 12 600 | 11 700 | 15 100 | 17 200 | 18 900 | 18 643 | 18 399 |

## Administración
Su forma de autogobierno local es desde 2020 la de ókrug municipal (Стародубский муниципальный округ), por lo que alberga la sede de un ayuntamiento cuya jurisdicción cubre la totalidad del raión de Starodub. Antes de 2020, esta ciudad formaba un ókrug urbano separado del raión, funcionando la ciudad como su sede administrativa distrital externa.

## Patrimonio
Starodub es el único lugar de Rusia en el que se pueden encontrar ejemplos auténticos de Barroco ucraniano. La catedral de la Natividad, construida en 1617, reformada tras un conflicto en 1677, es un ejemplo típico del barroco cosaco. La iglesia de la Epifanía data de 1789, mientras que la de San Nicolás fue construida en estilo neocásico en 1802.

## Economía y transporte
Starodub es un centro agrícola para el área, la ciudad es sede de varias empresas de la industria alimentaria (envasado de conservas alimenticias, vegetales y fruta; industria láctea). Por otro lado existen pequeñas compañías de la industria técnica ligera y de la electrotécnica.
La ciudad es fin de línea de un ferrocarril de 30km de largo, que se une a la línea Unecha-Woroshba en Shecha.

## Personalidades nacidas en Starodub
- Alina Bondy-Glasova (1865–1935), pintora.
- Uri Nissan Gnessin (1881–1913), escritor.
- Alexandra Ramm-Pfemfert (1883–1963), traductora, publicista y galerista.